# Fuad Amin
Fuad Anwar Amin (em árabe: فؤاد أنور أمين - Riad, 13 de outubro de 1970) é um ex-futebolista saudita.

## Carreira
Em clubes, Amin jogou em apenas três: Al-Shabab, Sichuan Guancheng e Al-Nassr, onde terminou a carreira.

## Seleção
Ele fez parte do elenco da Seleção Saudita de Futebol nas Olimpíadas de 1996.
Disputou duas edições da Copa do Mundo: 1994 (onde marcou um gol) e 1998. Tinha perspectivas de disputar a Copa de 2002, mas Amin, que atuou pelos 'Filhos do Deserto até 1998 acabou se aposentando em 2001, aos 30 anos, quando atuava no Al-Nassr.

## Títulos
Arábia Saudita
- Copa Rei Fahd de 1992: - Vice
- Copa da Ásia: 1996, Vice 1992